# Liga dos Campeões da CAF de 2012 - Fases de Qualificação
Esta página apresenta os sumários das partidas das fases preliminares classificatórias para a fase de grupos da Liga dos Campeões da CAF de 2012.
O calendário da competição foi apresentado em Outubro de 2011 e o sorteio para as três rodadas preliminares foi realizada no Cairo em 9 de dezembro de 2011.

## Fase Preliminar
Esta fase é composta por 38 equipes.
| 18 de fevereiro de 2012 | ASFA Yennenga | 0 – 0     | ASO Chlef | Stade du 4-Août, Ouagadougou  |
| 16:00 UTC+0             |               | Relatório |           | Árbitro: NIG Abdoul-Aziz Hama |

| 2 de março de 2012 | ASO Chlef                                             | 4 – 1     | ASFA Yennenga       | Stade Mohamed Boumezrag, Chlef |
| 18:00 UTC+1        | Mohamed Seguer 4', 90', 90+4' · Zakaria Haddouche 73' | Relatório | Issouf Ouattara 45' | Árbitro: TUN Medi Said Kordi   |

ASO Chlef venceu por 4–1 no placar agregado e avançou para a Primeira Fase.
| 10 de março de 2012 | AS Vita Club                                                         | 5 – 0     | Athlético Olympic | Stade des Martyrs, Kinshasa |
| 15:30 UTC+1         | Etekiama 19' · Rongombe 41' · Magola 44', 78' · Ndeyisene 66' (g.c.) | Relatório |                   | Árbitro: GAB Yves Roponat   |

| 18 de março de 2012 | Athlético Olympic                                 | 4 – 1     | AS Vita Club | Prince Louis Rwagasore Stadium, Bujumbura |
| 15:00 UTC+2         | Ndayishimiye ?', ?' · Mbazumutima ?' · Kwizera ?' | Relatório | Etekiama ?'  | Árbitro: KEN Sylvester Kirwa              |

Note: Jogos adiados por acordo entre as federações de futebol da RD Congo e Burundi.
AS Vita Club venceu por 6–4 no placar agregado e avançou para a Primeira Fase.
| 19 de fevereiro de 2012 | DFC8               | 1 – 0     | Les Astres | Barthelemy Boganda Stadium, Bangui |
| 15:00 UTC+1             | Terence Bimale 68' | Relatório |            | Árbitro: CGO Serge Soumou          |

| 4 de março de 2012 | Les Astres                                             | 2 – 1     | DFC8              | Stade de la Réunification, Douala |
| 15:00 UTC+1        | Christian Heumi Kabong 16' · Augustin Dourwé Taoga 46' | Relatório | Moussa Limane 44' | Árbitro: NGR Henry Ogunyamodi     |

2–2 no placar agregado. DFC8 avançou para a Primeira Fase pela Regra do gol fora de casa.
| 18 de fevereiro de 2012 | Young Africans  | 1 – 1     | Zamalek      | Benjamin Mkapa National Stadium, Dar es Salaam |
| 16:00 UTC+3             | Hamis Kiiza 36' | Relatório | Amr Zaki 74' | Árbitro: ETH Bamlak Tessema                    |

| 3 de março de 2012 | Zamalek  | 1 – 0     | Young Africans | Military Academy Stadium, Cairo |
| 18:00 UTC+2        | Mido 31' | Relatório |                | Árbitro: MAR Redouane Jiyed     |

Zamalek venceu por 2–1 no placar agreagado e avançou para a Primeira Fase.
| 19 de fevereiro de 2012 | Missile                                           | 3 – 2     | Africa Sports                         | Stade de Franceville, Franceville |
| 15:30 UTC+1             | Gosse Gosse 3', 34' (pên) · Cedric Mve Mintsa 35' | Relatório | Stephane Iani 2' · Konate Diemoco 21' | Árbitro: CDR Fuengi Ntuntu        |

| 4 de março de 2012 | Africa Sports                          | 2 – 0     | Missile | Stade Félix Houphouët-Boigny, Abidjan |
| 15:30 UTC+0        | Serge Kouakou 24' · Tiémoko Konaté 79' | Relatório |         | Árbitro: ALG Mokhtar Amalou           |

Africa Sports venceu por 4–3 no placar agregado e avançou para a Primeira Fase.
| 18 de fevereiro de 2012 | Ports Authority | 0 – 0     | Horoya AC | National Stadium, Freetown |
| 16:00 UTC+0             |                 | Relatório |           | Árbitro: GAM Bakary Camara |

| 4 de março de 2012 | Horoya AC         | 1 – 0     | Ports Authority | Stade du 28 Septembre, Conacri |
| 16:00 UTC+0        | Abraham Sylla 70' | Relatório |                 | Árbitro: SEN Daouda Gueye      |

Horoya AC venceu por 1–0 no placar agregado e avançou para a Primeira Fase.
| 18 de fevereiro de 2012 | Foullah Edifice | 0 – 0     | JSM Béjaïa | Stade Omnisports Idriss Mahamat Ouya, N'Djamena |
| 15:00 UTC+1             |                 | Relatório |            | Árbitro: CMR Aurelien Wandji                    |

| 2 de março de 2012 | JSM Béjaïa                                      | 3 – 1     | Foullah Edifice          | Stade de l'Unité Maghrébine, Bugia |
| 16:00 UTC+1        | Ernest Yélémou 22', 68' · Rafik Boulaïnceur 35' | Relatório | Abdel Aziz Aboubakar 80' | Árbitro: EGY Mohamed Farouk        |

JSM Béjaïa venceu por 3–1 no placar agregado e avançou para a Primeira Fase.
| 19 de fevereiro de 2012 | AFAD Djékanou      | 1 – 0     | Diables Noirs | Stade Robert Champroux, Abidjan  |
| 15:30 UTC+0             | Boblay Allègne 72' | Relatório |               | Árbitro: GHA Reginald Lathbridge |

| 6 de março de 2012 | Diables Noirs | 0 – 1     | AFAD Djékanou              | Stade Alphonse Massemba-Débat, Brazzaville |
| 15:30 UTC+1        |               | Relatório | Cheick Ahmed Moukoro 90+2' | Árbitro: CTA Prince Dongombe               |

Nota: Segundo jogo adiado para 6 de março devido a explosões em um depósito do exército na cidade de Brazzaville.

AFAD Djékanou venceu por 2–0 no placar agregado e avançou para a Primeira Fase.
| 18 de fevereiro de 2012 | Tusker | 0 – 0     | APR | Nyayo National Stadium, Nairobi |
| 16:00 UTC+3             |        | Relatório |     | Árbitro: UGA Denis Batte        |

| 4 de março de 2012 | APR           | 1 – 0     | Tusker | Stade Régional Nyamirambo, Kigali |
| 15:30 UTC+2        | Faty Papy 52' | Relatório |        | Árbitro: TAN Israel Mujuni        |

APR venceu por 1–0 no placar agregado e avançou para a Primeira Fase.
| 18 de fevereiro de 2012 | Coin Nord            | 1 – 0     | Ethiopian Coffee | Stade Said Mohamed Cheikh, Mitsamiouli |
| 16:00 UTC+3             | Mahamoud Mohamed 30' | Relatório |                  | Árbitro: MAD Abdoul Kanoso             |

| 4 de março de 2012 | Ethiopian Coffee                                                   | 4 – 1     | Coin Nord         | Addis Ababa Stadium, Addis Ababa |
| 16:00 UTC+3        | Medhane Tadesse 28', 88' · Daniel Deribe 75' · Tafesse Tesfaye 80' | Relatório | Nazakali Issa 44' |                                  |

Ethiopian Coffee venceu por 4–2 no placar agregado e avançou para a Primeira Fase.
| 18 de fevereiro de 2012 | ASGNN | 0 – 0     | Tonnerre | Stade Général Seyni Kountché, Niamey |
| 15:30 UTC+1             |       | Relatório |          |                                      |

| 4 de março de 2012 | Tonnerre             | 1 – 0     | ASGNN | Stade de l'Amitié, Cotonou       |
| 16:00 UTC+1        | Mohammed Ahoudou 41' | Relatório |       | Árbitro: CHA Oumar Mahamat Tahir |

Tonnerre venceu por 1–0 no placar agregado e avançou para a Primeira Fase.
| 19 de fevereiro de 2012 | Orlando Pirates      | 1 – 3     | Recreativo do Libolo              | Nelson Mandela Bay Stadium, Port Elizabeth |
| 15:00 UTC+2             | Rooi Mahamutsa 90+2' | Relatório | Rasca 12', 17' · Henry Camará 63' | Árbitro: MAW Dennis Nguluwe                |

| 3 de março de 2012 | Recreativo do Libolo | 1 – 1     | Orlando Pirates | Estádio Patrice Lumumba, Calulo |
| 15:00 UTC+1        | Rasca 34'            | Relatório | Andile Jali 45' | Árbitro: MOZ Samuel Chirindza   |

Recreativo do Libolo venceu por 4–2 no placar agregado e avançou para a Primeira Fase.
| 18 de fevereiro de 2012 | URA                                                        | 3 – 0     | Lesotho Correctional Services | National Stadium, Kampala       |
| 16:00 UTC+3             | Manco Kaweesa 12' · Sula Bagala 55' · Augustine Nsumba 60' | Relatório |                               | Árbitro: RWA Gervais Munyanziza |

| 4 de março de 2012 | Lesotho Correctional Services | 0 – 0     | URA | Setsoto Stadium, Maseru        |
| 15:00 UTC+2        |                               | Relatório |     | Árbitro: RSA Tinyiko Hlungwani |

URA venceu por 3–0 no placar agregado e avançou para a Primeira Fase.
| 19 de fevereiro de 2012 | Mafunzo | 0 – 2     | Liga Muçulmana  | Amaan Stadium, Zanzibar      |
| 21:30 UTC+3             |         | Relatório | Muandro 8', 14' | Árbitro: SEY Bernard Camille |

| 10 de março de 2012 | Liga Muçulmana                  | 3 – 0     | Mafunzo | Estádio Da Liga Muçulmana, Matola |
| 15:00 UTC+2         | Telinho 1', 37' · Reginaldo 62' | Relatório |         | Árbitro: ZAM Wellington Kaoma     |

Nota: Segundo jogo adiado para 10 de março por solicitação da equipe da Liga Muçulmana.
Liga Muçulmana venceu por 5–0 no placar agregado e avançou para a Primeira Fase.
| 18 de fevereiro de 2012 | Brikama United | 0 – 1     | US Ouakam         | Box Bar Stadium, Brikama |
| 16:30 UTC+0             |                | Relatório | Ngagne Diallo 60' | Árbitro: LBR Jerry Yekeh |

| 3 de março de 2012 | US Ouakam | 0 – 1     | Brikama United     | Stade Demba Diop, Dakar       |
| 17:00 UTC+0        |           | Relatório | Foday Trawally 70' | Árbitro: BFA Alain Oueadraogo |

|  |       | Penalidades |
|  | 1 – 3 |             |

Placar agregado 1–1.  Brikama United venceu nos pênaltis e avançou para a Primeira Fase.
| 19 de fevereiro de 2012 | CD Elá Nguema | 0 – 3     | Dolphins                                                      | Nuevo Estadio de Malabo, Malabo |
| 17:00 UTC+1             |               | Relatório | Emmanuel Nwachi 16' · Chidi Osuchukwu 26' · Ifeanyi Egwim 50' |                                 |

| 4 de março de 2012 | Dolphins                                                    | 3 – 0     | CD Elá Nguema | Liberation Stadium, Port Harcourt |
| 16:00 UTC+1        | Isiaka Olawale 2' · Ifeanyi Egwim 20' · Chidi Osuchukwu 72' | Relatório |               |                                   |

Dolphins venceu por 6–0 no placar agregado e avançou para a Primeira Fase.
| 19 de fevereiro de 2012 | LISCR | 0 – 2     | Berekum Chelsea                    | Antoinette Tubman Stadium, Monróvia |
| 16:00 UTC+0             |       | Relatório | Eric Agyeman 57' · Prince Arko 79' | Árbitro: MAR Hicham Tiazi           |

| 4 de março de 2012 | Berekum Chelsea                              | 3 – 0     | LISCR | Golden City Park, Berekum    |
| 15:00 UTC+0        | Jordan Opoku 44' · Emmanuel Clottey 66', 70' | Relatório |       | Árbitro: MLI Mahamadou Keita |

Berekum Chelsea venceu por 5–0 no placar agregado e avançou para a Primeira Fase.
| 19 de fevereiro de 2012 | Green Mamba                          | 2 – 4     | FC Platinum                                                  | Somhlolo National Stadium, Lobamba |
| 17:00 UTC+2             | Wellie Maseko 60' · Mcebo Mdluli 89' | Relatório | Donald Ngoma 9', 27' · Allan Gahadzikwa 29' · Sadiki Ali 84' | Árbitro: NAM Rainhold Shikongo     |

| 3 de março de 2012 | FC Platinum                                                      | 4 – 0     | Green Mamba | Mandava Stadium, Zvishavane    |
| 15:00 UTC+2        | Joel Ngodzo 7' · Charles Sibanda 29', 45' · Allen Gahadzikwa 37' | Relatório |             | Árbitro: ANG Romualdo Baltazar |

FC Platinum venceu por 8–2 no placar agregado e avançou para a Primeira Fase.
| 19 de fevereiro de 2012 | Japan Actuel's          | 1 – 5     | Power Dynamos                                                     | Mahamasina Municipal Stadium, Antananarivo |
| 15:00 UTC+3             | Rindra Rakotondrabe 75' | Relatório | Mulenga Mukuka 9', 62' · Simon Bwalya 68' · Felix Nyanda 74', 87' | Árbitro: MRI Ganesh Chutooree              |

| 4 de março de 2012 | Power Dynamos                                                 | 3 – 0     | Japan Actuel's | Arthur Davies Stadium, Kitwe     |
| 16:00 UTC+2        | Govenda Simwala 11' · Kennedy Mudenda 20' · Felix Nyaende 30' | Relatório |                | Árbitro: COM Ali Mohamed Adelaid |

Power Dynamos venceu por 8–1 no placar agregado e avançou para a Primeira Fase.

## Primeira Fase
Esta fase é composta por 32 equipes; As 19 equipes que se classificaram da Fase Preliminar, mais 13 equipes pré-classificadas para esta fase.
1º Jogo: 23–25 de Março de 2012; 2º Jogo: 6–8 de Abril de 2012.
| 23 de março de 2012 | ASO Chlef | 0 – 0     | AS Vita Club | Stade Mohamed Boumezrag, Chlef |
| 19:00 UTC+1         |           | Relatório |              | Árbitro: EGY Mohamed Farouk    |

| 8 de abril de 2012 | AS Vita Club                       | 2 – 3     | ASO Chlef                      | Stade des Martyrs, Kinshasa       |
| 15:30 UTC+1        | Magola 54' (pên) · Ngudikama 90+4' | Relatório | Ali Hadji 1', 44' · Achiou 85' | Árbitro: CMR Mal Souley Mohamadou |

ASO Chlef venceu por 3–2 no placar agregado e avançou para a Segunda Fase.
| 24 de março de 2012 | DFC8 | 0 – 3     | Al-Hilal                                  | Barthelemy Boganda Stadium, Bangui |
| 15:00 UTC+1         |      | Relatório | El Tahir 15' · Sadomba 54' · Almadina 68' | Árbitro: NGR Bunmi Ogunkolade      |

| 6 de abril de 2012 | Al-Hilal                                               | 5 – 1     | DFC8              | Estádio de Hilal, Ondurmã       |
| 20:00 UTC+3        | El Tahir 18', 40' · Sadomba 48', 65' (pên) · Farah 67' | Relatório | Bakhit 90' (g.c.) | Árbitro: MAR Bouchaib El Ahrach |

Al-Hilal venceu por 8–1 no placar agregado e avançou para a Segunda Fase.
| 25 de março de 2012 | Zamalek       | 1 – 0     | Africa Sports | Cairo Military Academy Stadium, Cairo |
| 18:00 UTC+2         | Omotoyossi 2' | Relatório |               | Árbitro: CMR Neant Alioum             |

| 8 de abril de 2012 | Africa Sports        | 2 – 1     | Zamalek  | Stade Félix Houphouët-Boigny, Abidjan |
| 15:30 UTC+0        | Belem 57' · Olié 68' | Relatório | Zaki 82' | Árbitro: SEN Ousmane Fall             |

2–2 no placar agregado. Zamalek avançou para a Segunda Fase pela Regra do gol fora de casa.
| 25 de março de 2012 | Horoya AC    | 1 – 1     | Maghreb de Fès | Stade du 28 Septembre, Conacri |
| 16:30 UTC+0         | I. Sylla 36' | Relatório | Hajji 2'       | Árbitro: TUN Med Said Kordi    |

| 8 de abril de 2012 | Maghreb de Fès                     | 3 – 0     | Horoya AC | Fez Stadium, Fès             |
| 18:00 UTC+0        | Abourazzouk 24', 71' · Halhoul 29' | Relatório |           | Árbitro: ALG Djamel Haimoudi |

Maghreb de Fès venceu por 4–1 no placar agregado e avançou para a Segunda Fase.
| 23 de março de 2012 | JSM Béjaïa | 1 – 2     | AFAD Djékanou          | Stade de l'Unité Maghrébine, Bugia |
| 16:00 UTC+1         | Gasmi 55'  | Relatório | Kadjo 5' · Allégne 43' | Árbitro: GAM Bakary Papa Gassama   |

| 7 de abril de 2012 | AFAD Djékanou                    | 3 – 0     | JSM Béjaïa | Stade Robert Champroux, Abidjan |
| 15:30 UTC+0        | Amoro 15' (pên), 60' · Ahmed 75' | Relatório |            | Árbitro: GAB Eric Otogo-Castane |

AFAD Djékanou venceu por 5–1 no placar agregado e avançou para a Segunda Fase.
| 24 de março de 2012 | APR | 0 – 0     | Etoile Sahel | Stade Régional Nyamirambo, Kigali |
| 15:30 UTC+2         |     | Relatório |              | Árbitro: GUI Aboubacar Bangoura   |

| 6 de abril de 2012 | Etoile Sahel                    | 3 – 2     | APR                     | Stade Olympique de Sousse, Sousse |
| 16:00 UTC+1        | Jaziri 9', 90+8' · Namouchi 89' | Relatório | Wagaluka 39' · Faty 81' | Árbitro: GHA William Agbovi       |

ES Sahel venceu por 3–2 no placar agregado e avançou para a Segunda Fase.
| 25 de março de 2012 | Ethiopian Coffee | 0 – 0     | Al-Ahly | Addis Ababa Stadium, Addis Ababa |
| 16:00 UTC+3         |                  | Relatório |         | Árbitro: UGA Ali Kalyango        |

| 8 de abril de 2012 | Al-Ahly                                    | 3 – 0     | Ethiopian Coffee | Cairo Military Academy Stadium, Cairo |
| 19:00 UTC+2        | Fábio Júnior 8' · Aboutrika 61' (pên), 77' | Relatório |                  | Árbitro: TUN Slim Jedidi              |

Al-Ahly venceu por 3–0 no placar agregado e avançou para a Segunda Fase.
| 1 de abril de 2012 | Tonnerre | 0 – 0     | Stade Malien | Stade René Pleven d'Akpakpa, Cotonou |
| 15:00 UTC+1        |          | Relatório |              | Árbitro: GHA Reginald Lathbridge     |

| 14 de abril de 2012 | Stade Malien                                                    | 5 – 2     | Tonnerre              | Stade 26 mars, Bamako          |
| 17:00 UTC+0         | Kida 10', 34' · Koumaré 26' · Coulibaly 77' (pên) · Cissoko 85' | Relatório | Kiki 24' · Aoudou 51' | Árbitro: ALG Mehdi Abid-Charef |

Nota: Primeira partida remarcada devido ao fechamento do aeroporto em Bamako após o golpe de estado em Mali impedindo a equipe do Stade Malien de viajar. Segunda partida também adiada a pedido da equipe do Tonnerre.
Stade Malien venceu por 5–2 no placar agregado e avançou para a Segunda Fase.
| 25 de março de 2012 | Recreativo do Libolo                                   | 4 – 1     | Sunshine Stars | Estádio Patrice Lumumba, Calulo |
| 15:00 UTC+1         | Rasca 33' · Mokanga 79' · Dário 81' · Chico Caputo 90' | Relatório | Azuka 59'      | Árbitro: RSA Daniel Bennett     |

| 8 de abril de 2012 | Sunshine Stars                                  | 3 – 0     | Recreativo do Libolo | [Gateway Stadium (Ijebu Ode) |
| 15:00 UTC+1        | Azuka 20' · Oboabona 30' (pên) · Olorundare 80' | Relatório |                      | Árbitro: ZAM Janny Sikazwe   |

4–4 no placar agregado. Sunshine Stars avançou para a Segunda Fase pela Regra do gol fora de casa.
| 24 de março de 2012 | URA | 0 – 2     | Djoliba                   | National Stadium, Kampala  |
| 16:00 UTC+3         |     | Relatório | Bagayoko 16' · Sidibé 25' | Árbitro: ZIM Ruzive Ruzive |

|  | Djoliba | w/o | URA |  |
|  |         |     |     |  |

Djoliba avançou para a Segunda Fase após decisão da CAF, devido a equipe do URA não viajar para disputar a segunda partida, devido à crise política no Mali.
| 24 de março de 2012 | Liga Muçulmana            | 2 – 2     | Dynamos           | Estádio Da Liga Muçulmana, Matola |
| 15:00 UTC+2         | Telinho 45' · Muandro 80' | Relatório | Chinyama 21', 52' | Árbitro: NAM Rainhold Shikongo    |

| 8 de abril de 2012 | Dynamos      | 1 – 0     | Liga Muçulmana | Rufaro Stadium, Harare         |
| 15:00 UTC+2        | Chinyama 17' | Relatório |                | Árbitro: RSA Tinyiko Hlungwani |

Dynamos venceu por 3–2 no placar agregado e avançou para a Segunda Fase.
| 24 de março de 2012 | Brikama United | 1 – 1     | Espérance ST | Box Bar Mini Stadium, Brikama |
| 16:30 UTC+0         | Bojang 12'     | Relatório | Bouazzi 4'   | Árbitro: MTN Ali Lemgraifry   |

| 6 de abril de 2012 | Espérance ST                           | 3 – 1     | Brikama United | Stade Olympique de Radès, Radès |
| 16:00 UTC+1        | Bouazzi 40' · Msakni 45' · Aouadhi 72' | Relatório | Sawo 25'       | Árbitro: CIV Denis Dembele      |

Espérance ST venceu por 4–2 no placar agregado e avançou para a Segunda Fase.
| 25 de março de 2012 | Dolphins             | 2 – 1     | Coton Sport | Liberation Stadium, Port Harcourt |
| 15:00 UTC+1         | Egwim 2' · Addai 87' | Relatório | Haman 19'   | Árbitro: SEN Badara Diatta        |

| 8 de abril de 2012 | Coton Sport | 1 – 0     | Dolphins | Roumdé Adjia Stadium, Garoua |
| 15:30 UTC+1        | Haman 21'   | Relatório |          | Árbitro: ALG Mohamed Benouza |

2–2 no placar agregado. Coton Sport avançou para a Segunda Fase pela Regra do gol fora de casa.
| 25 de março de 2012 | Berekum Chelsea                                                     | 5 – 0     | Raja Casablanca | Golden City Park, Berekum  |
| 14:00 UTC+0         | Asante 34' · Clottey 53', 62' (pên), 88' · Abdul-Basit Mohammed 66' | Relatório |                 | Árbitro: CIV Denis Dembele |

| 8 de abril de 2012 | Raja Casablanca                     | 3 – 0     | Berekum Chelsea | Stade Mohamed V, Casablanca      |
| 20:00 UTC+0        | Oulhaj 50' · Tayr 70' · Salhi 90+2' | Relatório |                 | Árbitro: SUD Khalid Abdel Rahman |

Berekum Chelsea venceu por 5–3 no placar agregado e avançou para a Segunda Fase.
| 24 de março de 2012 | FC Platinum                | 2 – 2     | Al-Merreikh               | Rufaro Stadium, Harare               |
| 15:00 UTC+2         | Katsvairo 31' · Ngodzo 51' | Relatório | Mustafa 36' · Mutyaba 80' | Árbitro: MRI Rajindraparsad Seechurn |

| 7 de abril de 2012 | Al-Merreikh                          | 3 – 0     | FC Platinum | Estádio de Merreikh, Ondurmã |
| 20:00 UTC+3        | Osunwa 11', 43' · Sakuwaha 19' (pên) | Relatório |             | Árbitro: EGY Ghead Grisha    |

Al-Merreikh venceu por 5–2 no placar agregado e avançou para a Segunda Fase.
| 24 de março de 2012 | Power Dynamos | 1 – 1     | TP Mazembe | Arthur Davies Stadium, Kitwe     |
| 15:00 UTC+2         | Kamuzati 80'  | Relatório | Samata 16' | Árbitro: MAD Hamada Nampiandraza |

| 8 de abril de 2012 | TP Mazembe                                                 | 6 – 0     | Power Dynamos | Stade Frederic Kibassa Maliba, Lubumbashi |
| 15:30 UTC+2        | Kalaba 9' · Mputu 21', 66' (pên), 72' · Singuluma 42', 44' | Relatório |               | Árbitro: KEN Sylvester Kirwa              |

TP Mazembe venceu por 7–1 no placar agregado e avançou para a Segunda Fase.

## Segunda Fase
Esta fase é composta por 16 equipes que se classificaram da Primeira Fase; Os vencedores classificam-se para a Fase de Grupos e os perdedores clasificam-se para o play-off da Copa das Confederações da CAF de 2012.
1º Jogo: 27–29 de Abril de 2012; 2º Jogo: 11–13 de Maio de 2012.
| 29 de abril de 2012 | Al-Hilal     | 1 – 1     | ASO Chlef     | Estádio de Hilal, Ondurmã |
| 20:00 UTC+3         | El Tahir 10' | Relatório | Ali Hadji 56' | Árbitro: CMR Neant Alioum |

| 12 de maio de 2012 | ASO Chlef     | 1 – 1     | Al-Hilal   | Stade Mohamed Boumezrag, Chlef |
| 20:00 UTC+1        | Ali Hadji 81' | Relatório | Yousif 33' | Árbitro: SEN Badara Diatta     |

|  |       | Penalidades |
|  | 4 – 2 |             |

Placar agregado 2–2. ASO Chlef venceu nos pênaltis e avançou para a Fase de Grupos. Al-Hilal avançou para a Copa das Confederações da CAF de 2012 - Fases de Qualificação#Play-off para Fase de Grupos.
| 28 de abril de 2012 | Maghreb de Fès | 0 – 2     | Zamalek                 | Fez Stadium, Fes             |
| 17:00 UTC+0         |                | Relatório | Hassan 78' · Gaafar 89' | Árbitro: CIV Noumandiez Doué |

| 13 de maio de 2012 | Zamalek             | 2 – 0     | Maghreb de Fès | Cairo Military Academy Stadium, Cairo |
| 19:30 UTC+2        | Salah 2' · Emam 48' | Relatório |                | Árbitro: ZAM Janny Sikazwe            |

Zamalek venceu por 4–0 no placar agregado e avançou para a Fase de Grupos. Maghreb de Fes avançou para a Copa das Confederações da CAF de 2012 - Fases de Qualificação#Play-off para Fase de Grupos.
| 28 de abril de 2012 | ES Sahel                                                  | 4 – 1     | AFAD Djékanou | Stade Olympique de Sousse, Sousse |
| 16:00 UTC+1         | Chehoudi 29' · Jaziri 55' (pên) · Sassi 85' · Bejaoui 90' | Relatório | Yannick 61'   | Árbitro: EGY Ghead Grisha         |

| 12 de maio de 2012 | AFAD Djékanou | 1 – 0 | ES Sahel | Stade Robert Champroux, Abidjan |
| 15:30 UTC+0        | Kouadio 59'   |       |          | Árbitro: KEN Sylvester Kirwa    |

Étoile du Sahel venceu por 4–2 no placar agregado e avançou para a Fase de Grupos. AFAD Djékanou avançou para a Copa das Confederações da CAF de 2012 - Fases de Qualificação#Play-off para Fase de Grupos.
| 29 de abril de 2012 | Stade Malien | 1 – 0     | Al-Ahly | Stade Modibo Kéïta, Bamako       |
| 16:30 UTC+0         | Diawara 89'  | Relatório |         | Árbitro: GAM Bakary Papa Gassama |

| 14 de maio de 2012 | Al-Ahly                       | 3 – 1     | Stade Malien | Cairo Military Academy Stadium, Cairo |
| 19:30 UTC+2        | Aboutrika 54', 82' (pen), 88' | Relatório | Kida 17'     | Árbitro: MAR Bouchaib El Ahrach       |

Al-Ahly venceu por 3–2 no placar agregado e avançou para a Fase de Grupos. Stade Malien avançou para a Copa das Confederações da CAF de 2012 - Fases de Qualificação#Play-off para Fase de Grupos.
| 28 de abril de 2012 | Djoliba    | 1 – 1     | Sunshine Stars | Stade Modibo Kéïta, Bamako   |
| 17:00 UTC+0         | Sidibé 71' | Relatório | Azuka 1'       | Árbitro: ALG Mohamed Benouza |

| 13 de maio de 2012 | Sunshine Stars | 1 – 0     | Djoliba | Gateway Stadium, Ijebu Ode |
| 16:00 UTC+1        | Azuka 40'      | Relatório |         | Árbitro: TUN Slim Jedidi   |

Sunshine Stars venceu por 2–1 no placar agregado e avançou para a Fase de Grupos. Djoliba avançou para a Copa das Confederações da CAF de 2012 - Fases de Qualificação#Play-off para Fase de Grupos.
| 28 de abril de 2012 | Espérance ST                                                                 | 6 – 0     | Dynamos | Stade Olympique de Radès, Radès |
| 16:00 UTC+1         | Hichri 8' · Aouadhi 14' · Y. Msakni 38', 90+3' · N'Djeng 77' · I. Msakni 84' | Relatório |         | Árbitro: GUI Yakhouba Keita     |

| 13 de maio de 2012 | Dynamos     | 1 – 1     | Espérance ST | Rufaro Stadium, Harare           |
| 15:00 UTC+2        | Mukamba 83' | Relatório | Ayari 48'    | Árbitro: SUD Khalid Abdel Rahman |

Esperance ST venceu por 7–1 no placar agregado e avançou para a Fase de Grupos. Dynamos avançou para a Copa das Confederações da CAF de 2012 - Fases de Qualificação#Play-off para Fase de Grupos.
| 29 de abril de 2012 | Berekum Chelsea | 0 – 0     | Coton Sport | Golden City Park, Berekum   |
| 15:00 UTC+0         |                 | Relatório |             | Árbitro: MTN Ali Lemghaifry |

| 13 de maio de 2012 | Coton Sport     | 1 – 2     | Berekum Chelsea         | Roumdé Adjia Stadium, Garoua     |
| 15:00 UTC+1        | Haman 83' (pen) | Relatório | Basit 30' · Clottey 90' | Árbitro: MAD Hamada Nampiandraza |

Berekum Chelsea venceu por 2–1 no placar agregado e avançou para a Fase de Grupos. Coton Sport avançou para a Copa das Confederações da CAF de 2012 - Fases de Qualificação#Play-off para Fase de Grupos.
| 29 de abril de 2012 | TP Mazembe             | 2 – 0     | Al-Merreikh | Stade Frederic Kibassa Maliba, Lubumbashi |
| 15:30 UTC+2         | Samata 22' · Mputu 70' | Relatório |             | Árbitro: MAR Bouchaib El Ahrach           |

| 12 de maio de 2012 | Al-Merreikh | 1 – 1     | TP Mazembe  | Estádio de Merreikh, Ondurmã |
| 20:00 UTC+3        | Osunwa 75'  | Relatório | Sinkala 56' | Árbitro: UGA Ali Kalyango    |

TP Mazembe venceu por 3–1 no placar agregado e avançou para a Fase de Grupos. Al-Merreikh avançou para a Copa das Confederações da CAF de 2012 - Fases de Qualificação#Play-off para Fase de Grupos.